# Frenzy
Pour les articles homonymes, voir Frenzy (homonymie).
Pour plus de détails, voir Fiche technique et Distribution.
Frenzy, ou Frénésie au Québec, est un film britannique réalisé par Alfred Hitchcock, sorti en 1972. C'est le 51e film du metteur en scène.

## Synopsis
Richard Blaney, ancien pilote de chasse, se fait licencier de son emploi de barman car son patron l'accuse de ne pas payer les verres qu'il se sert. Il est divorcé de Brenda, qui tient une agence matrimoniale. Celle-ci a obtenu le divorce : Richard Blaney a été reconnu coupable de cruauté physique et mentale à son encontre.
Dans le quartier vit Robert Rusk, grossiste en fruits et légumes, qui affecte à l'égard de Richard des liens très cordiaux à défaut d'être amicaux. Un jour Rusk se rend à l'agence de Brenda et l'étrangle sauvagement avec sa cravate, manquant de peu de se faire surprendre par Richard. Ce dernier est aperçu par la secrétaire de la victime, mal disposée à son égard — Richard Blaney passe pour un alcoolique odieux et violent, et il était venu faire une scène la veille. Il devient logiquement le suspect numéro un, que de nombreuses preuves accablent. Il le découvre par la presse et échappe de peu à une arrestation. Son amie Babs, serveuse dans le pub dont il s'est fait renvoyer, et qui, persuadée de son innocence, lui conserve sa confiance, l'aide dans sa fuite. 
Blaney se cache et Babs doit le retrouver le lendemain pour quitter l'Angleterre en attendant que les choses se tassent. Mais Rusk réussit à convaincre Babs, partie récupérer des affaires, d'accepter son aide (il est client du pub et elle sait qu'il connaît bien Richard), il l'invite chez lui et la tue. Richard Blaney se retrouve seul, toutes les polices le recherchent et il est de plus en plus le coupable idéal. La seule personne dont il pense qu'il peut encore obtenir de l'aide, c'est Rusk, qui s'est toujours proposé de tout faire pour l'aider en cas de besoin. Rusk accepte immédiatement, il emmène Richard chez lui pour le cacher mais va directement prévenir la police. 
Blaney est donc arrêté. Mais Rusk voulant le charger encore plus, a mis les vêtements que portait Babs le jour de sa mort dans le sac de Richard. Pour la police c'est une nouvelle preuve, mais pour Blaney c'en est une autre : il sait désormais que Rusk est le maniaque à la cravate qui a tué son ex-femme, sa petite amie et bien d'autres. Cependant, toutes les preuves sont contre lui et, à son procès, le tribunal le reconnaît coupable et le condamne à la prison à perpétuité.  
Troublé par les hurlements de Blaney qui accuse Rusk, le chef de la police reprend discrètement l'enquête et obtient des preuves contre Rusk.  Les évènements se précipitent lorsque Blaney après une chute délibérée dans un escalier s'évade de l'hôpital et se rend au domicile de Rusk, où il trouve le cadavre d'une autre femme.  Le policier le trouve apparemment en flagrant délit, mais Rusk arrive à son tour, débraillé et poussant une malle.  Le policier l'accuse d'un laconique « Vous ne portez pas votre cravate, M. Rusk ».

## Fiche technique
- Titre : Frenzy
- Réalisation : Alfred Hitchcock
- Scénario : Anthony Shaffer, d'après le roman Goodbye Piccadilly, Farewell Leicester Square (en) d'Arthur La Bern
- Musique : Ron Goodwin
- Photographie : Gilbert Taylor
- Décors : Syd Cain (en)
- Montage : John Jympson
- Production : Alfred Hitchcock
- Société de production : Alfred J. Hitchcock Productions
- Société de distribution : Universal Pictures
- Pays de production :  Royaume-Uni
- Langue : Anglais
- Format : Couleur - Mono - 35 mm - 1.85:1
- Genre : Thriller, Policier
- Budget : $2 000 000 (estimation)
- Durée : 116 min
- Dates de sortie :
  - Royaume-Uni : 1972
  - France : 26 mai 1972
  - États-Unis : 21 juin 1972
- Classification : interdit aux moins de 12 ans[Où ?]

## Distribution
- Jon Finch (VF : Jacques Thébault) : Richard Ian « Dick » Blaney
- Barry Foster (VF : Philippe Mareuil) : Robert « Bob » Rusk
- Anna Massey (VF : Joëlle Janin) : Barbara Jane « Babs » Milligan
- Barbara Leigh-Hunt (VF : Monique Morisi) : Brenda Margaret Blaney
- Alec McCowen (VF : Raoul Curet) : L’inspecteur principal Oxford
- Vivien Merchant (VF : Jane Val) : Mme Oxford
- Billie Whitelaw (VF : Jacqueline Carrel) : Hetty Porter
- Clive Swift (VF : Jacques Balutin) : Johnny Porter
- Bernard Cribbins (VF : Jacques Marin) : Felix Forsythe
- Michael Bates : Le sergent Spearman
- Jean Marsh (VF : Gisèle Préville) : Monica Barling
- John Boxer (VF : Jacques Ciron) : Sir George
- Madge Ryan (VF : Paula Dehelly) : Mme Davison
- George Tovey (VF : Guy Piérauld) : Neville Salt
- Elsie Randolph (VF : Marie Francey) : Gladys
- Jimmy Gardner (VF : Gérard Hernandez) : Le portier de l'hôtel 'The Coburg'
- Gerald Sim : L'avocat dans le pub
- Noel Johnson (VF : Jean Michaud) : Le docteur dans le pub
- Richard Stapley (non crédité) : Un chauffeur de camion

## Autour du film
- Caméos : Hitchcock apparaît à la troisième minute, au milieu de la foule, un chapeau melon sur la tête. Il est la seule personne à ne pas applaudir l'orateur. Un peu plus tard, on le revoit près du couple parlant de Jack l'Éventreur.
- Hitchcock rend hommage à Michael Powell. Ce dernier réalisa Le Voyeur en 1960. Œuvre conspuée à sa sortie qui signa la fin de la carrière de son réalisateur. Le film possède de nombreux points communs avec Psychose, notamment dans son traitement esthétisé d’un tueur en série. Hitchcock n’a jamais caché sa passion pour les films de Powell, et le fait de choisir l’actrice Anna Massey (actrice et victime principale du Voyeur), pour jouer le rôle d’une victime n’est pas anodin.
- Le tournage a eu lieu d'août à octobre 1971.
- C'est l'avant-dernier long-métrage d'Hitchcock, et son dernier britannique (son dernier, Complot de famille, sorti en 1976, est américain).
- C'est le seul film d'Hitchcock dans lequel on voit des scènes de nu.
- Le rôle de Bob Rusk avait d'abord été offert à Michael Caine qui l'a refusé. D'après les mémoires de celui-ci, Hitchcock l'a complètement ignoré lors d'une rencontre dans un hôtel quelques années plus tard, ce qui pouvait démontrer qu'il lui en avait voulu.
- Une bonne partie du film a été tournée à Covent Garden à Londres. Le pub où Blaney se fait mettre à la porte est en réalité le Nell of Drury Pub, sis Catherine Street à Covent Garden. La maison où habite Rusk est sise au 3 Henrietta Street, toujours à Covent Garden. Le site de l'agence de Brenda Blaney est près d'Oxford Street. L'hôtel Coburg est en réalité l'hôtel Hilton de Hyde Park donnant sur Bayswater Road[2].
- Les scènes intérieures ont été tournées aux studios de Pinewood.
- Jusque dans son titre, le film Frantic de Roman Polanski est un hommage à Frenzy.